# Georges-Antoine Rochegrosse
Georges-Antoine Rochegrosse, född den 2 augusti 1859 i Versailles, död den 11 juli 1938 i Algeriet, var en fransk målare av historiska och orientalistiska motiv.

## Biografi
Rochegrosse studerade vid École des beaux-arts för Gustave Boulanger och Jules Lefebvre samt i Rom. Han debuterade 1882 med Vitellius släpas av folket genom Roms gator, varefter 1883 följde Andromake vid Trojas fall (Odysseus rycker den lille Astyanax ur moderns armar), en med lidelsefull energi utförd målning, som väckte stort uppseende. Sedan följde en rad historiska motiv, skickligt och effektfullt komponerade och utförda med målerisk bravur. Bland dem märks La jacquerie (upproriska bönder plundrar i ett slott, 1885), Salome dansar för Herodes (1887), Thebe (1890) och den stora praktscenen Babylons död (1891). År 1893 följde fantasin Riddaren bland blommorna (ämnet ur Wagners Parsifal, Luxembourgmuseet), 1896 jättemålningen Angoisse humaine ("Mänsklighetens ävlan", människor av alla samhällsklasser ses i massor kräla uppför en bergsbrant på jakt efter lyckan). Drottningen av Saba (triptyk) utställdes 1901, Den röda glädjen 1906, Persepolis brand 1913. Rochegrosse utförde dekorativa målningar med allegoriska ämnen (bland annat i Sorbonne), många motiv från Algeriet, där han under många år var bosatt, och från övriga platser i Nordafrika (Gata i Alexandria, i staden Paris samling), spirituella akvareller och pasteller (Japan hemma hos sig) samt illustrerade Gustave Flauberts Salammbô och arbeten av Victor Hugo (en scen ur Les Burgraves, målad i olja, finns i Hugos hus, likaså flera teckningar). De flesta av hans större målningar finnas i franska museer, i Sens, Rouen, Lille, Grenoble med flera städer.
Han är begraven i Montparnassekyrkogården.

## Utmärkelser
Rochegrosse blev riddare av Hederslegionen år 1892, och upphöjdes till officer av orden 1910.

## Galleri

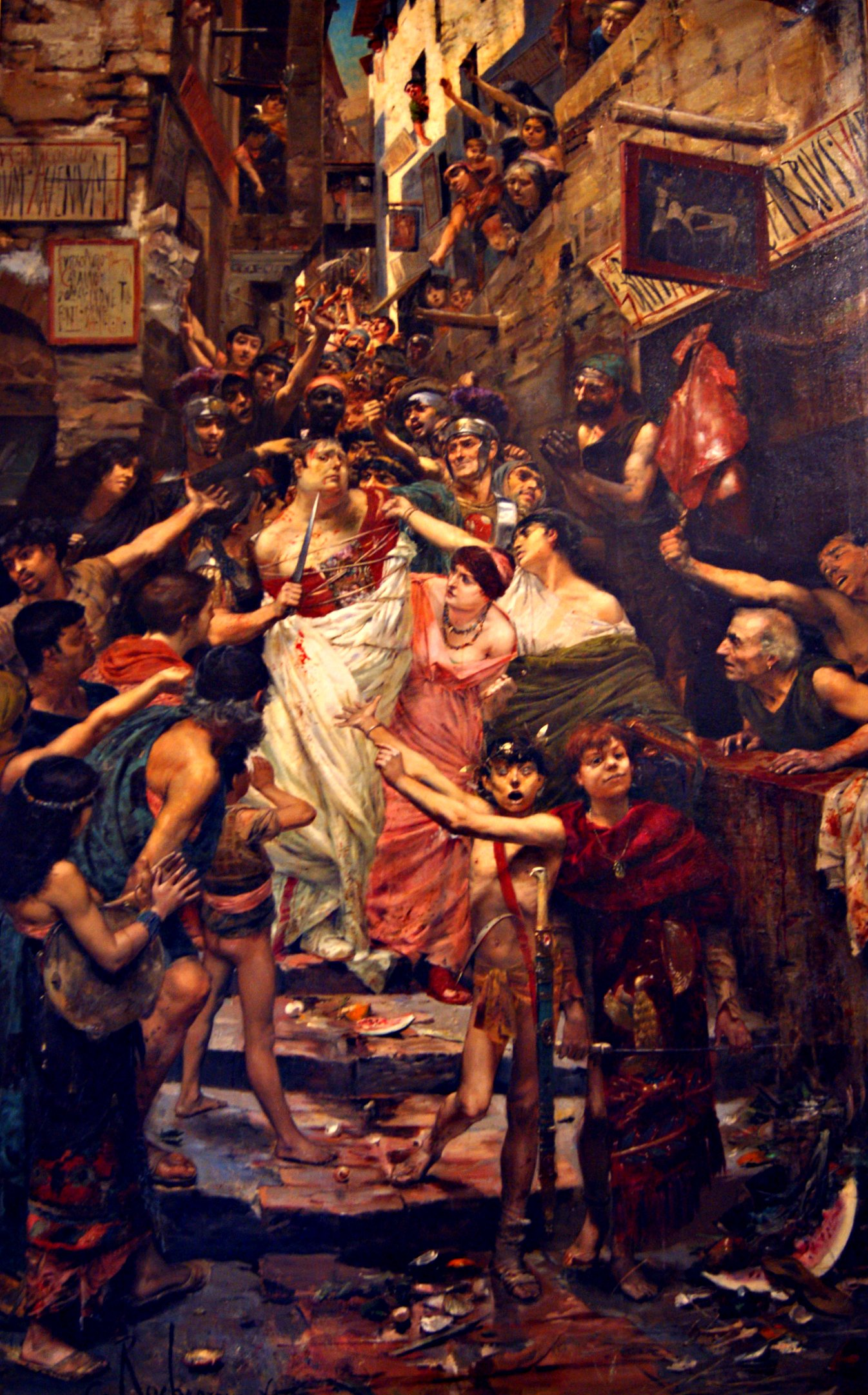
Vitellius släpas av folket genom Roms gator
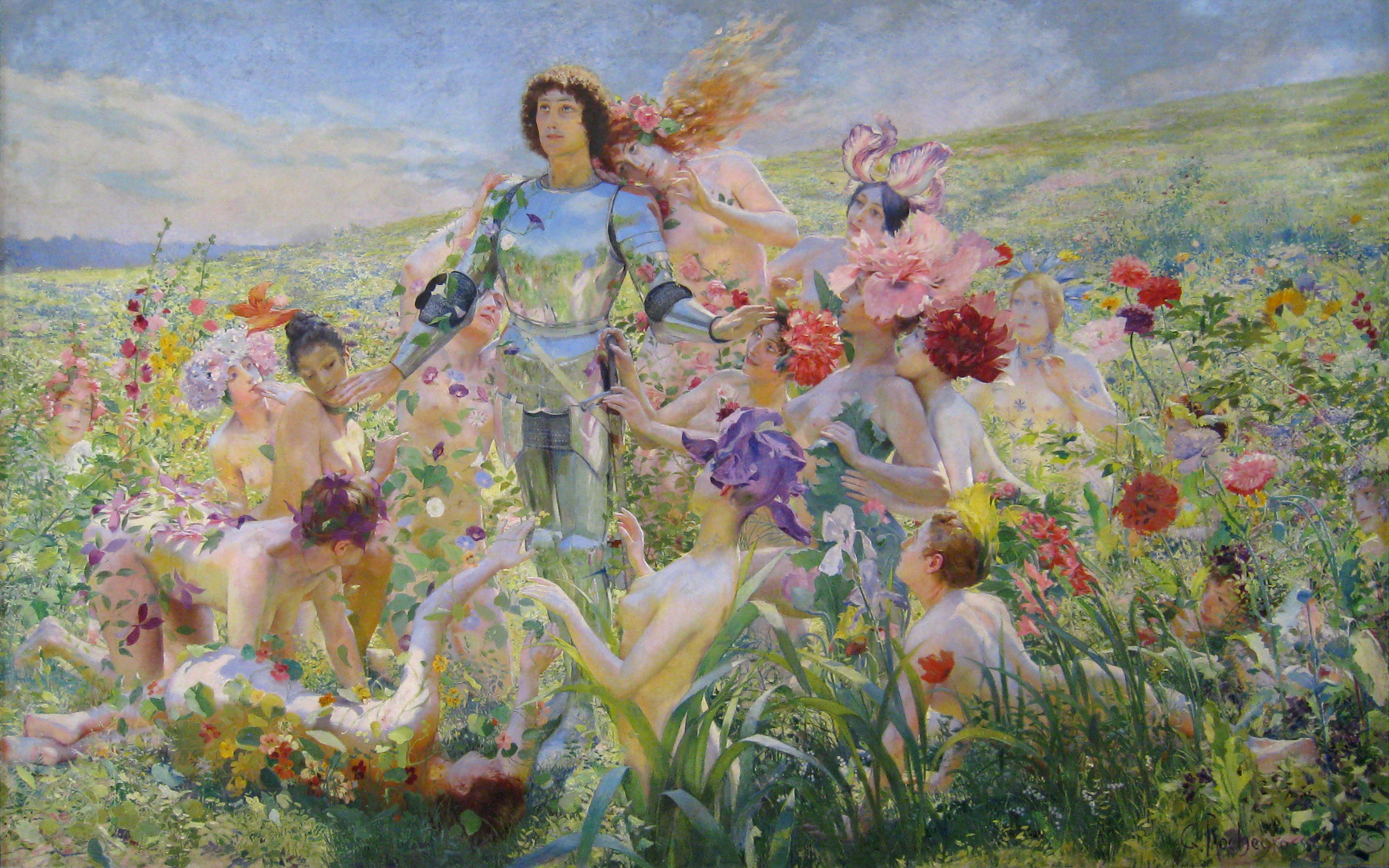
Riddaren bland blommorna
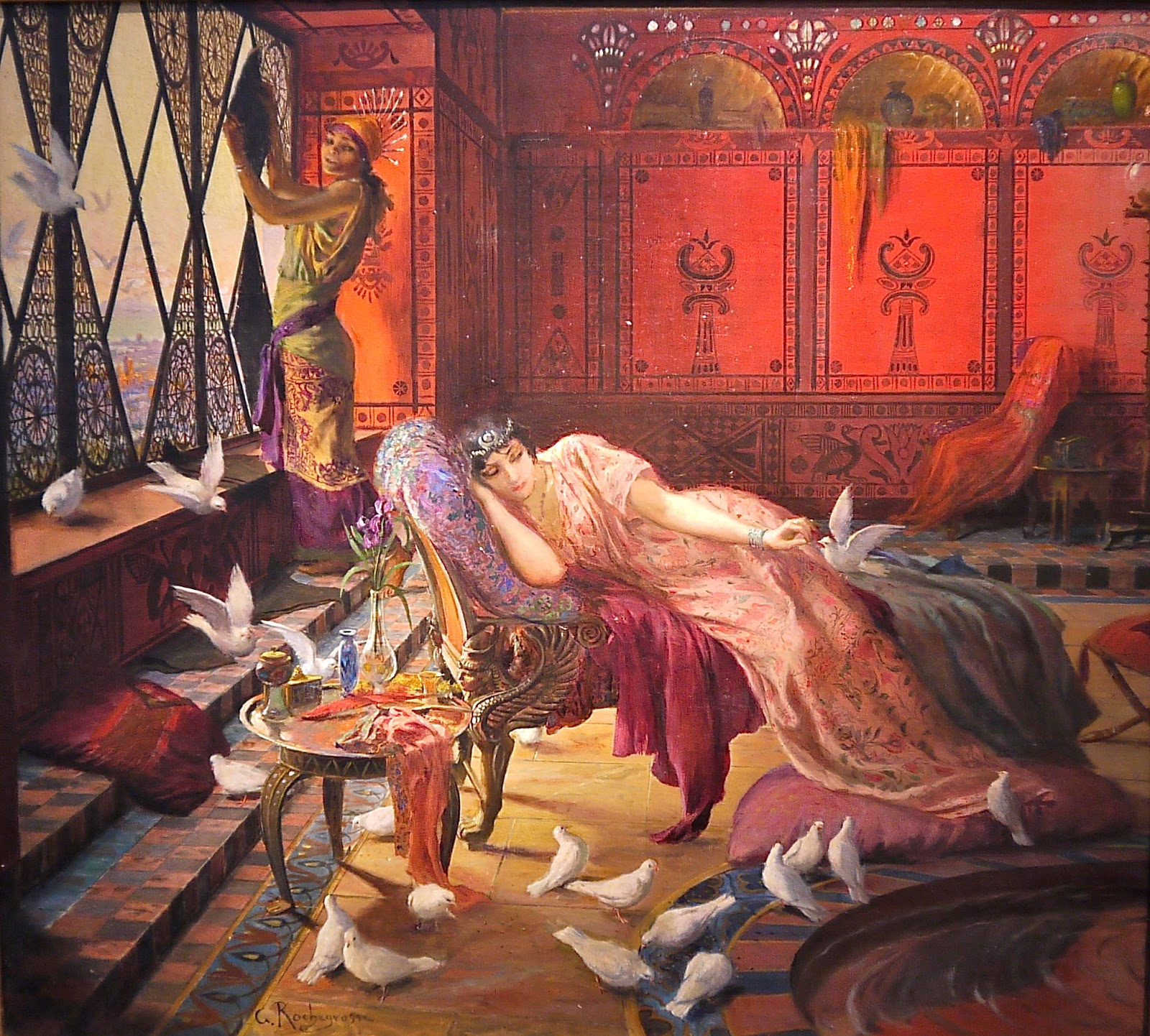
Salammbô
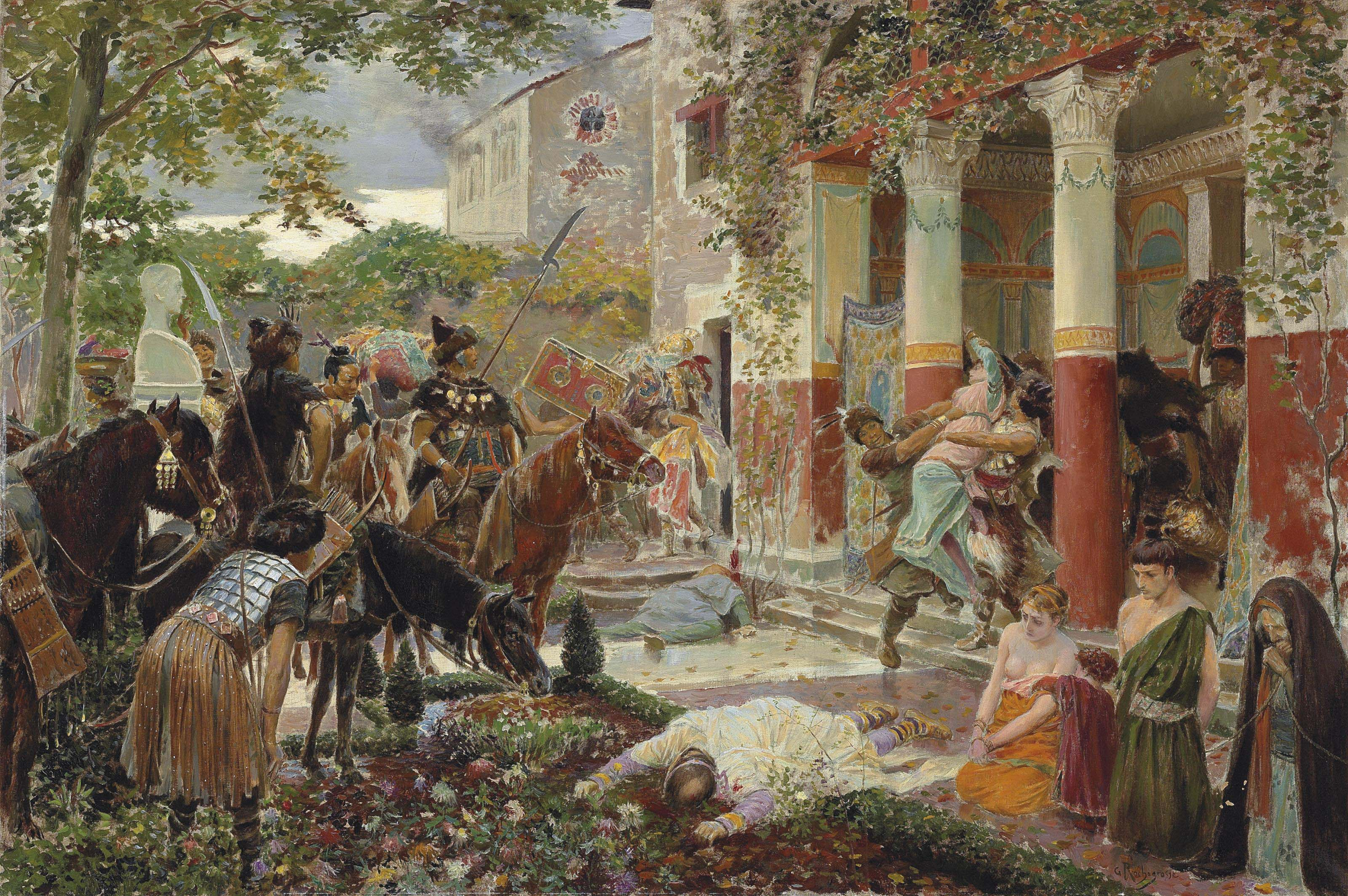
Attila och hunnerna
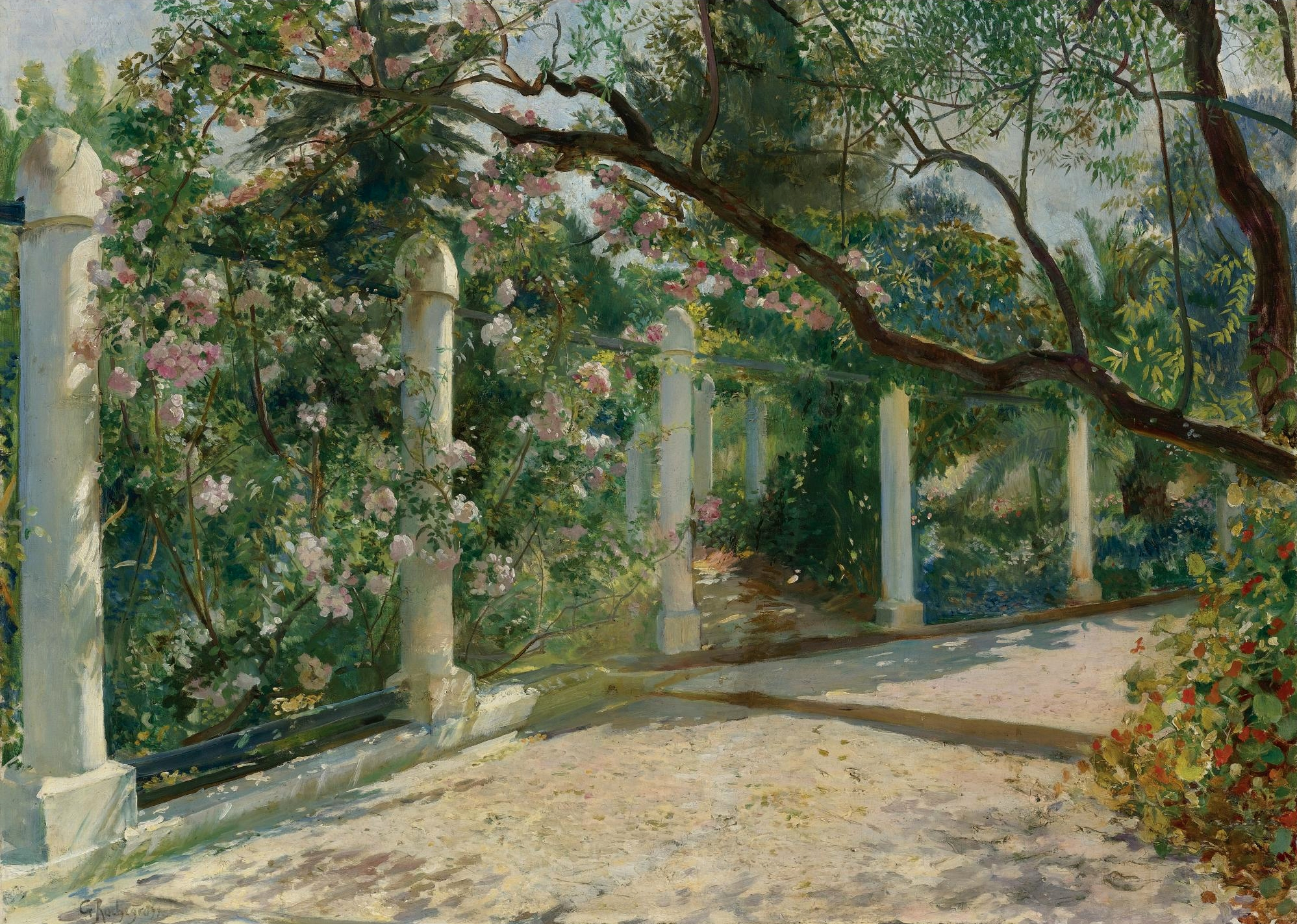
Mandlar i Alger
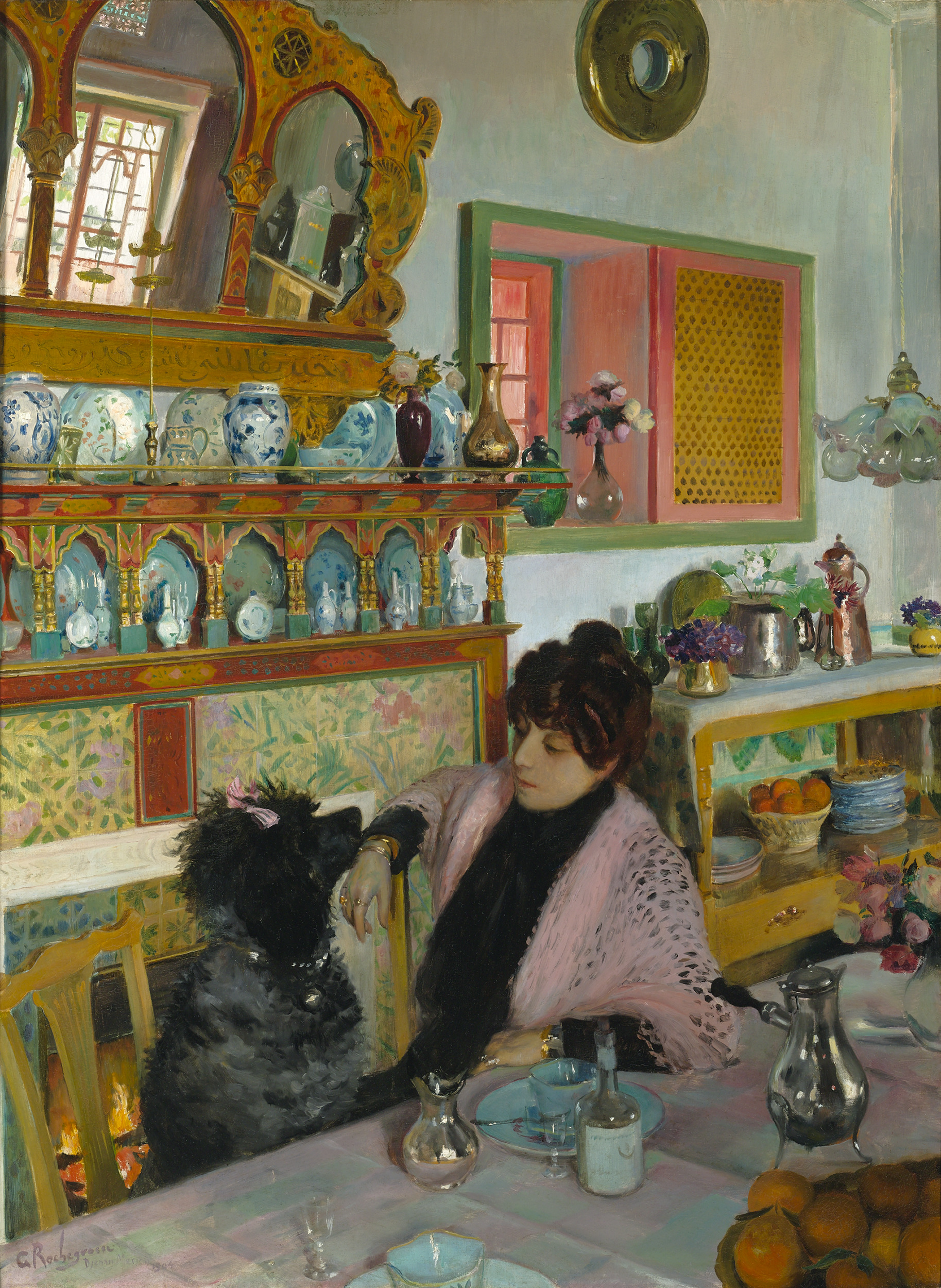
Marie Rochegrosse i matsalen

## Fotnoter
1. ↑  Antoine Georges Marie Rochegrosse, Léonoredatabasen (på franska), Frankrikes kulturministerium, Léonore-ID: 19800035/267/35672, läs online.[källa från Wikidata]
2. ↑  Georges Rochegrosse, RKDartists (på engelska), RKDartists-ID: 67471.[källa från Wikidata]
3. 1 2  SNAC, SNAC Ark-ID: w6cg1fxx, läs online, läst: 9 oktober 2017.[källa från Wikidata]
4. ↑  Internet Speculative Fiction Database, ISFDB författar-ID: 187973, läst: 9 oktober 2017.[källa från Wikidata]
5. 1 2  abART, abART person-ID: 119459, läst: 1 april 2021.[källa från Wikidata]
6. 1 2  Hassan, Eric. ”Rochegrosse Georges-Antoine – Galerie Hassan” (på amerikansk engelska). https://galeriehassan.com/en/artists/painters/rochegrosse-georges-antoine/. Läst 27 oktober 2021.
7. ↑  Uploader, Tim. ”Georges Rochegrosse” (på brittisk engelska). Cotton Contemporary Art. Arkiverad från originalet den 27 oktober 2021. https://web.archive.org/web/20211027131551/https://www.cottonartgallery.com/georges-rochegrosse/. Läst 27 oktober 2021.